# Nenntmannsdorf (Meteorit)
Koordinaten: 50° 53′ 40″ N, 13° 52′ 50″ O
Der Meteorit von Nenntmannsdorf ist ein Eisenmeteorit der Gruppe IIAB, der am 11. Dezember 1872 nahe Nentmannsdorf in Sachsen gefunden wurde. Das 12,5 kg schwere Exemplar wurde wissenschaftlich untersucht und gehört zu den größten bekannten Oktaedriten.

## Geschichte
Der Meteorit von Nenntmannsdorf wurde am 11. Dezember 1872 von dem Obersteiger B. Schreiter nahe dem Gasthof Laurich im heutigen Nentmannsdorf, einem Ortsteil der Gemeinde Bahretal bei Pirna in Sachsen, entdeckt. Er fand das etwa 12,5 kg schwere Stück rund zwei Fuß tief unter der Rasendecke, vermutlich während der Suche nach Eisensteinvorkommen in der Nähe der Augusta-Eisensteinfundgrube. Bereits am 13. Dezember 1872 wurde der Fund dem Geologen Hanns Bruno Geinitz vorgelegt, der den Meteoriten noch im selben Monat der wissenschaftlichen Öffentlichkeit bekannt machte und erste chemische Analysen veranlasste. Das Exemplar wurde schließlich am 21. März 1873 für 500 Taler für das Königliche Mineralogische Museum in Dresden erworben, wo es in die Sammlung aufgenommen wurde.